# Nobuyuki Baba

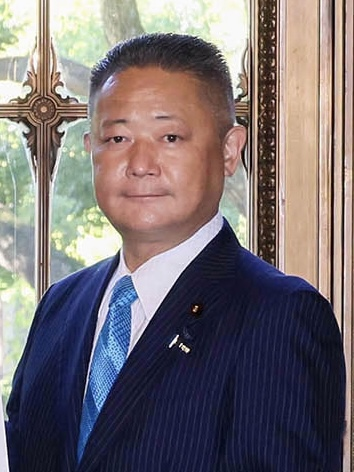
Nobuyuki Baba

Nobuyuki Baba (jap. 馬場 伸幸 Baba Nobuyuki; * 27. Januar 1965 in Sakai, Präfektur Osaka) ist ein japanischer Politiker (LDP→Nippon-/Ōsaka Ishin→Ishin→Nippon-/Ōsaka Ishin), Abgeordneter im Shūgiin, dem Unterhaus des nationalen Parlaments, für den Wahlkreis Ōsaka 17 und war von 2022 bis Dezember 2024 Vorsitzender der nationalen Ishin no Kai.

## Leben
Baba wurde am 27. Januar 1965 in Sakai in der Präfektur Osaka geboren und arbeitete nach dem Abschluss der Oberschule bei der Familienrestaurantkette „Royal Host“. 1986 wurde er Sekretär des späteren Außenministers und LDP-Oberhausabgeordneten Tarō Nakayama und kandidierte 1993 für die LDP erfolgreich bei einer Nachwahl zum Stadtparlament von Sakai. Anschließend wurde er bis 2012 sechsmal wiedergewählt und war von 2011 bis 2012 zudem Parlamentspräsident. 2010 verließ er die LDP und beteiligte sich an der Gründung der „politischen Gruppierung“ Ōsaka Ishin no Kai (etwa „Versammlung zur Erneuerung Osakas“) vom damaligen Gouverneur Tōru Hashimoto. 2011 wurde Baba zum stellvertretenden Vorsitzenden der Ōsaka Ishin no Kai ernannt.
Kurz vor der Unterhauswahl 2012 trat er als Stadtparlamentsabgeordneter zurück und kandidierte für die Nationalpartei Nippon Ishin no Kai im 17. Wahlkreis von Ōsaka, der seine Heimatstadt Sakai umfasst. Er setzte sich mit 44,2 % der abgegebenen Stimmen gegen fünf weitere Kandidaten von LDP, DPJ, KPJ, Mirai und eine Unabhängige durch. 2014 schloss er sich der aus der Fusion von Nippon Ishin no Kai und Yui no Tō entstandenen Ishin no Tō an und wurde bei der Unterhauswahl im Dezember wiedergewählt. Daraufhin wurde er zum Vorsitzenden des politischen Forschungsrats (PARC) der Partei ernannt. Aufgrund der innerparteilichen Streitigkeiten um die Positionierung der Partei bezüglich der nationalen LDP von Shinzō Abe trat Baba im August 2015 als PARC-Vorsitzender zurück.
Bei der Spaltung der Partei im Oktober 2015 wurde er aufgrund seiner Beteiligung an der Neugründung der Ōsaka Ishin no Kai vom Parteivorsitzenden Yorihisa Matsuno aus der Ishin no Tō ausgeschlossen. Im Dezember 2015 wurde Baba zum Generalsekretär der neuen Ōsaka Ishin no Kai ernannt und führt dieses Amt auch in der im August 2016 durch Umbenennung der Ōsaka Ishin no Kai entstandenen neuen nationalen Nippon Ishin no Kai bis 2021 aus. Bei den Unterhauswahlen bis einschließlich 2024 konnte er seinen Wahlkreis verteidigen.
2021 übernahm Baba zunächst den „Kovorsitz“ der Partei und gleichzeitig den Vorsitz der Generalversammlung der Nationalparlamentsabgeordneten von Toranosuke Katayama. 2022 löste er Ichirō Matsui im Parteivorsitz ab.
Nach der Unterhauswahl 2024, bei der die Ishin no Kai zwar bei der Mehrheitswahl in Osaka nun alle 19 Sitze gewann, aber darüber hinaus nur einzelne Erfolge erzielte und bei der Verhältniswahl sowie in der Summe beider Segmente landesweit Sitze verlor, kündigte Baba an, sich vom Parteivorsitz zurückzuziehen, nachdem eine nach den Parteistatuten dafür erstmals durchgeführte Onlinebefragung unter den Gouverneuren, Bürgermeistern, National-, Präfektur-, Gemeindeabgeordneten und vorgesehenen Kandidaten der Partei sich klar für das Abhalten einer Wahl zum Parteivorsitz ausgesprochen hatte. Die Wahl eines Nachfolgers erfolgte am 1. Dezember 2024, vier Kandidaten bewarben sich für die Nachfolge, Osakas Gouverneur Hirofumi Yoshimura setzte sich klar durch.